# Смирение
Смирението е качеството да си смирен. Речниковите дефиниции подчертават смирението като ниско самочувствие и чувство за недостойност. В религиозен контекст смирението може да означава признаване на себе си по отношение на божество (т.е. Бог) или божества и последващо подчинение на споменатото божество като член на тази религия. Извън религиозния контекст смирението се дефинира като „не-себе си“, освобождаване от съзнанието за себе си, форма на сдържаност, която нито притежава гордост (или надменност), нито се отдава на самоунищожение.
Смирението може да бъде присвоено като способност да търпиш унижение чрез себеосъждане, което само по себе си остава съсредоточено върху себе си, а не върху ниския самофокус.
Смирението, в различни тълкувания, се разглежда широко като добродетел, която се концентрира върху ниска самозагриженост или нежелание да се изкачиш напред, така че е в много религиозни и философски традиции, контрастира с нарцисизма, пристрастието и други форми на гордост и е идеалистична и рядка вътрешна конструкция, която има външна страна.
Философското разбиране и тълкувание в XXI в. на "смиреност" ясно поставя граница със "примиреност" и не трябва да се бърка със "слабост", а обрятно. Смиреността все повече се свързва с духовните, етичните и социалните ценности. 
Причини защо "смиреността" се цени толкова високо от философията на днешно време:
1. Баланс и самоосъзнатост: Смиреността помага на човек да се фокусира върху своите силни и слаби страни, като насърчава реалистична самооценка. Тя ни напомня, че сме част от нещо по-голямо от самите нас.
2. Вътрешен мир: Смирените хора са по-малко склонни към завист, гордост или враждебност. Те са способни да приемат неуспехите и трудностите по-спокойно, което води до емоционален баланс.
3. Подобряване на взаимоотношенията: Смиреността насърчава уважение и съпричастност към другите в един осъзнат и глобален свят. Смиреният човек е по-отворен за чуждите гледни точки, което улеснява изграждането на здрави и искрени взаимоотношения.
4. Духовен аспект:  Стои константно през вековете и няма промяна днес. В много религиозни и духовни учения смиреността е ключова добродетел. Тя се свързва с приемане на Божията воля, уважение към света и разбирането, че не всичко е в човешките ръце.
5. Избягване на гордостта и арогантността: Смиреността предпазва от излишна гордост, която често може да доведе до грешки, конфликт и изолация.
6. Развитие и учене: Смиреният човек е по-склонен да признае, че има още какво да учи, и е отворен към нови знания и опит. Съвременният човек трябва да приеме, че е нормално да учиш цял живот, за да си пълноценен.
Затова смиреността се пожелава като добродетел, която води до вътрешна хармония, мъдрост и по-пълноценен живот.